# Chris Strachwitz

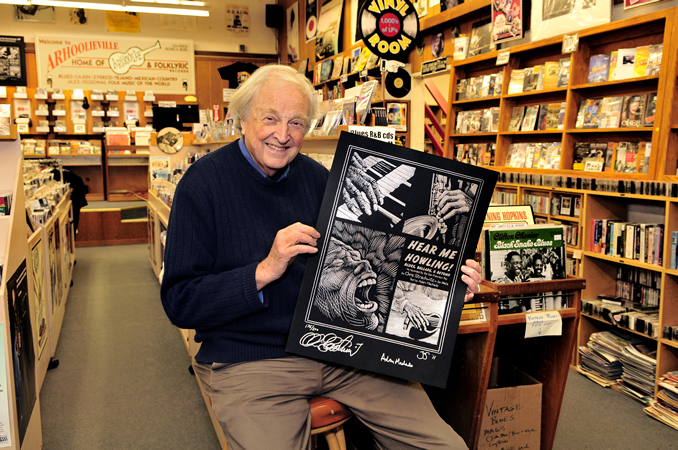
Chris Strachwitz, 2000

Chris Strachwitz (* 1. Juli 1931 in Groß Reichenau, Niederschlesien, heute Bogaczów, Polen, als Christian Alexander Maria Graf Strachwitz von Groß-Zauche und Camminetz; † 5. Mai 2023 in Marin County, Kalifornien) war ein amerikanischer Musikproduzent deutscher Herkunft, insbesondere Gründer und Betreiber des einflussreichen US-amerikanischen Plattenlabels „Arhoolie Records“ (sowie dessen Sublabels „Blues Classics“ und „Old Timey Records“).

## Leben und Wirken
Strachwitz wurde 1945 mit seiner Familie umgesiedelt und lebte bis 1947 in Braunschweig. Dann migrierte er mit seiner Familie in die USA, wo er zunächst in Reno (Nevada) und dann in Santa Barbara (Kalifornien) lebte, bevor er ab 1951 das Pomona College und in Los Angeles Jazz- und Blueskonzerte besuchte. Als amerikanischer Staatsbürger wurde er 1954 zum Militärdienst eingezogen, den er in Salzburg verbrachte. Dann studierte er an der University of California, Berkeley zunächst Ingenieurwesen, Mathematik und Physik, um dann in Politischer Wissenschaft zu absolvieren und bis 1959 als Highschool-Lehrer in Los Gatos zu arbeiten. Dann machte er ein Praktikum bei Bob Geddins und erste Aufnahmen mit Jesse Fuller und Sonny Simmons.
Strachwitz gründete 1960 ein eigenes Plattenlabel, um bis dahin unbekannte „down home“ Blues-Musiker wie zum Beispiel Lightnin’ Hopkins, Mississippi Fred McDowell, Jesse Fuller, Juke Boy Bonner und Mance Lipscomb aufzunehmen und deren Musik auch größeren 'weißen' Käuferschichten zugänglich zu machen. Bald erweiterte er das Programm seiner „Arhoolie Records“ um Wiederveröffentlichungen von Blues-Aufnahmen aus der Zwischenkriegszeit („Blues Classics“) und Gospelmusik, Old-Timey Country & Western, (weiße) Cajun- und (schwarze) Zydeco-Aufnahmen aus Louisiana und Mexikanisch-Amerikanische „Roots“-Musik (Tejano/Conjunto music).
1995 gründete er die Arhoolie Foundation, mit dem Ziel, traditionelle und regionale Musik zu dokumentieren und zu erhalten. Die Stiftung pflegt auch seine Sammlung historischer Platten, die seit 2009 im Chicano Studies Research Center der University of California, Los Angeles der Öffentlichkeit zugänglich ist.

## Preise und Auszeichnungen
1993 erhielt Strachwitz ein Lifetime Achievement Award des Blues Symposium für seine Rolle bei der Erhaltung des Blues; 1999 wurde er in die Blues Hall of Fame aufgenommen.